# Raión de Demydivka
Demydivka (en ucraniano: Демидівський район) fue un raión o distrito de Ucrania en el óblast de Rivne. En la reforma territorial de 2020, su territorio fue incluido en el raión de Dubno.
Comprendía una superficie de 377 km².
La capital era el asentamiento de tipo urbano de Demýdivka.

## Demografía
Según estimación 2010 contaba con una población total de 18300 habitantes.

## Subdivisiones
Antes de la reforma territorial de 2014-2020, el raión de Demýdivka comprendía 31 localidades agrupadas en 12 ayuntamientos. Solamente había un ayuntamiento urbano, el del asentamiento de tipo urbano de Demýdivka, que incluía como pedanías dos pueblos: Dubliany y Lishnia. Los otros 28 pueblos se agrupaban en los siguientes once consejos rurales:
- Boremel (con las pedanías Naberezhné, Novi Tik, Smýkiv y Shybyn)
- Verbén (con la pedanía Tovpyzhyn)
- Vovkovyyi
- Hlyboka Dolyna (con la pedanía Kopán)
- Zólochivka (con la pedanía Nyvy-Zólochivski)
- Ilpýboky
- Kniahýnyne (con las pedanías Vyshneve, Ojmátkiv y Perekali)
- Maleve (con las pedanías Berestechko, Bilché y Pásheva)
- Rohizne
- Rudka (con la pedanía Kalýnivka)
- Jrínnyky (con las pedanías Výchavky, Lysyn y Lopavshe)

Luego de la reforma territorial de 2014-2020, estas localidades pasaron a formar parte de dos municipios del raión de Dubno: el asentamiento de tipo urbano de Demýdivka y el municipio rural de Boremel.

## Otros datos
El código KOATUU es 5621400000. El código postal 35200 y el prefijo telefónico +380 3637.